# 갠지스강
갠지스강[힌디어: गंगा 강가, 문화어: 강가 강, 항하(恒河)]은 인도 북부를 흐르는 큰 강이다.
전체 길이는 2506 km, 유역 면적은 840000 km2이다. 히말라야산맥의 강고토리 빙하에서 발원하여 인도 북부를 동쪽으로 흐르다가 비하르주 동쪽 경계에서 남동으로 방향을 바꾸어 벵골평야를 지나 벵골만에 흘러든다. 갠지스강은 힌두인에게 성스러운 강이며, 바라나시나 하리드와르와 같은 힌두 성지를 거쳐 흐른다. 하류의 삼각주에는 슌도르본('아름다운 숲'이란 뜻)이라 불리는 매우 큰 홍수림이 있다. 또한 강이지만 상어의 한 종류로서 흉상어목 흉상어과에 속하는 상어인 갠지스상어란 진성민물상어가 서식한다.

## 지리

### 상류
힌두교에서 성스럽게 여기는 갠지스강은 인도 국토의 1/4이 그 유역분지가 되며, 상당한 양의 운반물질을 바다로 공급한다. 가장 큰 지류인 브라마푸트라강의 운반물질과 합하면 그 양은 매년 20억 톤 정도이다. 갠지스강은 중국과 인도의 국경이 되는 히말라야산맥의 남쪽에서 발원하여 지류인 알라크난다강과 바기라티강과 합류한다. 상류는 서쪽과 남쪽 방향으로 흐르면서 델리에서 동쪽으로 110 km 떨어진 북인도 평원으로 내려간다.

### 중류
중류에서는 강이 심한 곡류를 하며 흐르면서 충적토를 쌓아 넓은 범람원을 형성한다. 1,600 km를 흐르면서 해발고도는 겨우 180 m만 낮아질 뿐이다. 바라나시와 파트나를 지나면서 라즈마할 구릉의 북쪽 자락을 따라 흐르다가 벵골의 저지대로 들어간다.

### 하류와 삼각주
여기서부터 강은 그물망처럼 수많은 분류로 나뉘어 흐르다가 벵골만으로 들어간다. 분류들 중에서 가장 큰 흐름은 후글리강으로 콜카타를 지난다. 갠지스강 삼각주의 대부분은 방글라데시의 영토에 해당된다. 수도 다카는 삼각주의 북동쪽 구석에 위치한다. 삼각주의 면적은 약 57,000 km2 정도이다. 강하구는 빽빽한 열대우림 지대로 벵골 호랑이의 마지막 피난처가 되고 있다.
갠지스강의 삼각주가 있는 벵골 지역은 열대 몬순 기후로 인해 주기적인 범람이 발생하는 곳이다. 특히, 사이클론이 벵골만을 휩쓸고 지나가면 홍수의 위력은 더 커진다. 방글라데시 사람의 75%가 해발고도 10 m이하의 저지대에 살고 있어 폭풍이 불면 큰 피해가 발생한다. 잦은 홍수의 위험에도 9천만 명의 인구가 밀집해 살고 있는 이유는 삼각주의 비옥한 충적토로 집약적인 농업이 가능하기 때문이다.

## 지도
| 가잔 열도갠지스강고다바리강고비 사막나일강류큐 열도남중국해노르웨이해뉴기니섬네푸드 사막다싱안링산맥다뉴브강동시베리아해동중국해동해둥베이 · 평원랍테프해룹알할리 사막레나강마다가스카르섬마리아나 제도마르마라해말레이반도메콩강몰디브 제도몽골고원바렌츠해바이칼호바탄 제도발리섬발트해발하시호백해베링해벵골만보르네오섬북극해북해볼가강북드비나강브라마푸트라강사할린섬샤오싱안링산맥세이셸 군도소코트라섬수마트라섬술라웨시섬스리랑카섬스칸디나비아반도스타노보이산맥스프래틀리 군도시나이반도새머리싱가포르섬아나톨리아아덴만아라비아반도아라비아해아라푸라해아랄해아무르강아조프해아프리카의 뿔안다만 제도알타이산맥알류샨 열도에게해예니세이강오가사와라 제도오만만오비강오스트레일리아오호츠크해우랄강우랄산맥유프라테스강이란고원인더스강인도 아대륙인디기르카강인도양 (북부)인도차이나반도일본 열도자와섬주강장강치롄산맥카라해카라코람카스피해캄차카반도캅카스산맥캐롤라인 · 제도콜리마강쿠릴 열도쿤룬산맥크리스마스섬타이만대만타클라마칸 사막북태평양톈산산맥통킹만티그리스강티모르섬티베트고원파라셀 제도파미르페르시아만페초라강프라타스섬필리핀 제도필리핀해하이난한반도항가이산맥호르무즈홋카이도홍해화베이 · 평원황하황해흑해히말라야산맥힌두스탄 · 평원힌두쿠시class=notpageimage\| 아시아의 주요 지리 |

## 같이 보기
- 강가 (여신)